# Енкратити
Енкратити (стгрч. ἐγκρατῖταί  εγκρατιται од стгрч. ἐγ-κράτεια  εγ-κρατεια - дословно: власт, госпотство; самоконтрола, уздржање, отуда и други назив уздржљивци (др. рус.  въздьржньци) - група ултраконзервативних хришћана, сљедбеника идеје крајњег уздржања, као неопходног услова спасења и чланства у Цркви. Заједно са посницима, били су претече богумилима. Они су једна од грана маркионства. 
Енкратити, као и тацијани, евионити називају се аквацијанима или хидропарастатима, јер све те вјерске заједнице током евхаристије умјесто вина употребљавају воду. 

## Разлике од традиционалног хришћанства
Енкратити су у својим начелима порицали брак, а такође су бранили употребу меса и вина у исхрани, прописујући да се  вино замијени водом чак и у причешћу, због чега су прозвани „аквацијани“ (од лат. aqua  — вода). У тим погледима били су слични назорејима и есенима. 

## Оснивање секте
Према Јевсевију Кесаријском и Иринеју Лионском, оснивач секте био је Тацијан Асиријац, ученик Јустина Философа. Тацијан, хришћански писац-апологета из  другог вијека, сјединио је сва четири јеванђеља у једно предање, или Диатесарон, који је остао у употреби у сиријској цркви током неколико вијекова и утицао на установљење канонског текста Новог Завјета. Након мученичке смрти свога учитеља Јустина, Татцијан се удаљио у Сирију, гдје се занимао гностицизмом. 
Иренеј Лионски указивао је на то, да је Тацијан искривио учење из Књиге Постања, која указује на богоустановљеност брака и именовање полова (Адам и Ева).  Услијед тога, енкратити су негирали да је Бог створио свијет и оптуживали га да је створио мушкарца и жену ради рађања дјеце. 
Савременици енкратита, не сматрајући их неком издвојеном сектом, подразумијевали су под тим називом прије учење настало из неколико секти, које су исповиједале различите догме. Јевсевије Кесаријски убрајао је енкратите међу хришћане. Иполит Римски односио се према њима као расколницима, не гледајући у њимa јеретике, јер су они признавали учење о Богу и Цркви, али су исповиједали другачији начин живота . 
Епифаније Кипарски, спомињући енкратите у својим списима, извјештава да су сљедбеници овога покрета укључивали апокрифе у састав канона (на примјер, Дјела Андреја, Томе или Јована), а такође да су изузимали многа мјеста из Старог Завјета, као и да су критиковали апостола Павла, одбацујући његове посланице и Дјела апостолска. 
Након тога, учење енкратита развио је Севир и тако поставио почетак секте севиријана. 